# Халвдан Щедрия на злато и пестеливия на храна
Халвдан Щедрия на злато и пестеливия на храна
(на старонорвежки: Hálfdan hinn mildi ok hinn matarilli) е полулегендарен конунг от династията Инглинги, който управлявал във Вестфол и в Румерике, а наследил владенията си от баща си Ейстейн Халвдансон. Получил прякора си затова, защото хората му получавали много златни монети, но храната никога не била достатъчно.
Халвдан се споменава в Сага за Инглингите на Снори Стурлусон. Баща му се казвал Ейстейн Халвдансон, а майка му била Хилда, дъщеря на конунга на Вестфол Ейрик. Халвдан бил войнствен и често се отправял във викингски походи, но не придобил нови владения. Съпругата му се казвала Лив и била дъщеря на Даг, конунга на Вестмар (област на южното крайбрежие на Норвегия). Техният син бил Гюдрьод Ловеца.
Халвдан починал от болест в леглото си и го погребали в могила в Боре, Норвегия.